# Termelési viszonyok
A termelési viszonyok a marxista közgazdaságtan és általában a marxizmus egyik legfontosabb fogalma. Azokat a viszonyokat tartalmazza, amelyek a gazdaság tevékenység, a termelés valamint a szükségleteik kielégítésére irányuló árucsere és fogyasztás során alakulnak ki az emberek között.
Más megfogalmazásban a társadalom azokat az objektív, anyagi, az emberek tudatától független viszonyait tükrözi, amelyek a társadalmi termelés, az anyagi javak termelése és elosztása során kialakulnak az emberek között.

## Tartalma
A termelési viszonyok minden termelési mód szükségszerű részét képezik a termelőerők mellett. Az emberek csak úgy termelhetnek, létezhetnek, ha valamilyen módon egyesülnek, összefognak a közös munka során és tevékenységük kölcsönös cseréje érdekében.
Az, hogy az emberek „akaratuktól függetlenül” lépnek be ezekbe a termelési viszonyokba, abban is tükröződik, hogy senki sem tervezte például a feudalizmus, a hűbéri viszonyok mint társadalmi rendszer bevezetését vagy felszámolását, hanem ez a folyamat természetes módon, az emberek akarata nélkül – sőt gyakran az emberek akarata ellenére – ment végbe. Marx szerint még az ilyen társadalmi törvényszerűségek ismerete, vagy a termelés vagy a társadalmi feltételek megváltoztatására irányuló akarat ellenére is az emberek olyan evolúciós folyamatoknak vannak kitéve, amelyek társadalmi forradalmakhoz vagy megrázkódtatásokhoz vezetnek, függetlenül az egyén akaratától. A tőke című főművének ezt a szülészorvos szerepével magyarázza – a folyamatok azok törvényszerűségeinek ismeretétől függetlenül előre haladnak, de az ismeretük segíthet a változás megkönnyítésében.  
Ebben az értelemben az anyagi alap, a termelőerők fejlődése, valamint a termelési viszonyok azok, amelyek változást idéznek elő a felépítményben. Ez dialektikus folyamat, amely fokozatos reformokhoz vagy forradalomhoz is vezethet.
A történelmi materializmus szerint, amikor a termelési viszonyok a termelőerők fejlődésének béklyóivá válnak, olyan forradalmak jöhetnek létre, amelyek új társadalmi termelési módhoz vezetnek, újfajta termelési viszonyokkal. A termelőerők és termelési viszonyok összhangjának törvénye szerint a kettő dialektikus egységet alkot.

## Marx megfogalmazása
„Életük társadalmi termelésében az emberek meghatározott, szükségszerű, akaratuktól független viszonyokba lépnek, termelési viszonyokba, amelyek anyagi termelőerőik meghatározott fokának felelnek meg. E termelési viszonyok összessége alkotja a társadalom gazdasági szerkezetét, azt a reális bázist, amelyen egy jogi és politikai felépítmény emelkedik, és amelynek meghatározott társadalmi tudatformák felelnek meg. Az anyagi élet termelési módja szabja meg a társadalmi, politikai és szellemi életfolyamatot egyáltalában. Nem az emberek tudata az, mely létüket, hanem megfordítva , társadalmi létük az, amely tudatukat meghatározza.”

– Marx: A politikai gazdaságtan bírálatához. Előszó.

## Belső szerkezete
A termelési viszonyok számos különböző viszonyban jelennek meg, amelyek az uralkodó termelési módnak megfelelően szervesen összekapcsolódnak. Ilyenek a:
- tulajdonviszonyok
- hatalmi viszonyok,
- munkaviszonyok,
- elosztási viszonyok,
- áruforgalmi viszonyok,
- fogyasztási viszonyok.

## Fordítás
Ez a szócikk részben vagy egészben  a   Produtionsverhältnisse című német Wikipédia-szócikk ezen változatának fordításán alapul.  Az eredeti cikk szerkesztőit annak laptörténete sorolja fel. Ez a jelzés csupán a megfogalmazás eredetét és a szerzői jogokat jelzi, nem szolgál a cikkben szereplő információk forrásmegjelöléseként.